# Klaas Reimer
Klaas Reimer (* 16. Oktober 1770 in Petershagen, Königlich Preußen, Polen; † 28. Dezember 1837) war ein mennonitischer Prediger und Gründer der Gemeindebewegung Kleine Gemeinde (heute: Evangelical Mennonite Conference).

## Leben und Wirken
Reimer stammte aus einer gut situierten Bauernfamilie im Großen Werder. Mit zwanzig Jahren wurde er in der flämischen Gemeinde in Danzig getauft. Im Jahr 1798 übersiedelte Reimer schließlich in den Ort Neunhuben unweit Danzigs und heiratete Maria Epp, die wie er aus einem mennonitischen Elternhaus stammte und mit der er bald eine Bauernstelle übernahm. Im Jahr 1801 bekamen beide eine Tochter. Im gleichen Jahr wurde Reimer auch zum Prediger der Danziger Landgemeinde gewählt. Obschon er keine höhere Bildung oder ein Theologiestudium abgeschlossen hatte, setzte sich Reimer nun intensiv mit der Bibel wie auch dem Märtyrerspiegel und den Schriften der frühen Täufer auseinander. Hierbei verfestigte sich seine pazifistische Grundhaltung, er entwickelte jedoch auch einen strikten Moralismus.
Im Jahr 1804 übersiedelte Reimer mitsamt seiner Familie in die Ukraine, wo sie mit anderen mennonitischen Zuwanderern eine Reihe von Siedlungen innerhalb der Kolonie Molotschna gründeten. Reimer und seine Familie wurden so zu Mitbegründern der Russlandmennoniten. Nur zwei Jahre später starb seine Frau Maria. Reimer heiratete im Jahr darauf Helene Friesen, aus dessen Ehe schließlich zehn Kinder hervorgehen sollten.
Reimer sah die weitere Entwicklung der mennonitischen Gemeinden in der Ukraine zunehmend kritisch. Vor allem der Umstand, dass die russlanddeutschen Mennoniten der Forderung der russischen Regierung nach finanzieller Unterstützung für den Kampf gegen die napoleonischen Truppen nachgekommen war, traf auf seinen Widerstand. Seine Kritik wurde unter anderem von Cornelius Janzen, der wie Reimer als Prediger in den mennonitischen Siedlungen der Ukraine aktiv war, geteilt. Im Jahr 1812 sammelte sich schließlich eine Gruppe um die beiden und es entstand eine separate Gemeinde, die aufgrund ihrer Größe bald den Beinamen Kleine Gemeinde erhielt. Im Gegensatz hierzu stand die Muttergemeinde der Kolonie Molotschna, die umgangssprachlich als Große Gemeinde bezeichnet wurde. Die neue von Reimer ins Leben gerufene Gemeinde betonte vor allem moralische Aspekte und forderte eine schlichte Lebensführung. Auch die Gewaltfreiheit war eines der zentralen Säulen der neuen Gruppe. Von den Behörden und den übrigen mennonitischen Gemeinden wurde die Kleine Gemeinde in den ersten Jahren nicht anerkannt. Cornelius Janzen wandte sich 1822 schließlich wieder der Muttergemeinde zu, dennoch konnte sich die Kleine Gemeinde auf Dauer etablieren. Reimer selbst erkrankte jedoch 1837 unerwartet und starb noch im gleichen Jahr im Alter von nur 67 Jahren.
Die Kleine Gemeinde bestand auch nach dem Tod Reimers fort. Mit der beginnenden Emigration russlanddeutscher Mennoniten nach Nordamerika übersiedelte die Gemeinde 1874 nahezu geschlossen nach Nordamerika. Hier ließ sich der größte Teil im kanadischen Manitoba nieder. Eine kleinere Gruppe von etwa 36 Familien siedelten sich in Nebraska an. Die Kleine Gemeinde in Manitoba breitete sich anschließend weiter aus und öffnete sich im 20. Jahrhundert auch zunehmend für die englische Sprache und nicht zuletzt für evangelikale Gemeinde- und Gottesdienstformen. Seit 1960 fungiert sie als eigenständige mennonitische Gemeindebewegung unter dem Namen Evangelical Mennonite Conference (Evangelische Mennonitische Konferenz).